# L'Année de l'amour
Albums de Dave
Côté cœur
(1979) Par pudeur
(1982)
L'Année de l'amour est le septième album studio de Dave, sorti le 31 mai 1981 chez CBS.

## Titres
1. L'Année de l'amour
2. T'as de la peine
3. Trouvé domicile
4. L'Album de tes jours de pluie
5. Avec ou sans toi (All Out of Love)
6. Sans raison apparente
7. Laissez-moi crooner tranquille
8. Faut pas comprendre
9. J'ai rendez-vous avec mon rêve
10. Week-end
11. Besoin d'une voix